# Uda (Nara)
Pour les articles homonymes, voir Uda.
Uda (宇陀市, Uda-shi) est une ville située dans la préfecture de Nara, au Japon.

## Géographie

### Situation
Uda est située dans le nord-est de la préfecture de Nara.

### Démographie
En décembre 2022, Uda comptait 28 015 habitants, répartis sur 247,62 km2.

### Climat
Uda a un climat subtropical humide caractérisé par des étés chauds et humides des hivers frais. La température moyenne annuelle est de 13,2 °C. La pluviométrie annuelle moyenne est de 1 750,7 mm avec août comme mois le plus humide.

## Histoire
La ville d'Uda a été créée en 2006, de la fusion des anciens bourgs de Haibara, Ōuda et Utano, et de l'ancien village de Murō.

## Culture locale et patrimoine

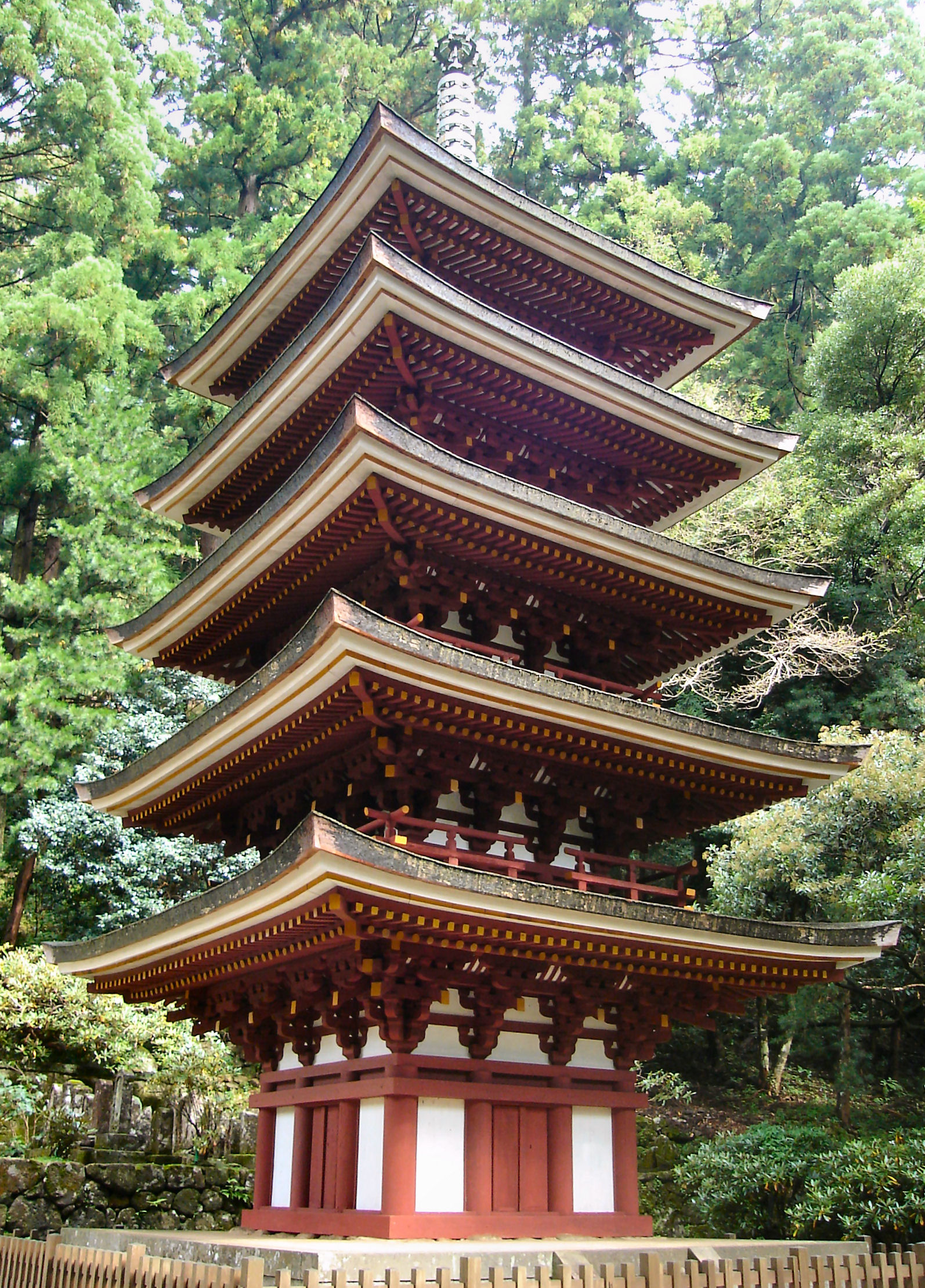
La pagode du Murō-ji.

- Murō-ji
- Butsuryū-ji
- Uda Mikumari-jinja
- Ōno-ji

## Transports
La ville est desservie la ligne Osaka de la compagnie Kintetsu.